# Lagerstroemia hossei
Lagerstroemia hossei är en fackelblomsväxtart som beskrevs av Emil Bernhard Koehne. Lagerstroemia hossei ingår i släktet Lagerstroemia och familjen fackelblomsväxter. Inga underarter finns listade i Catalogue of Life.